# Claudine Schaul
Claudine Schaul (Luxembourg, 20. kolovoza 1983.) luksemburška je tenisačica. Najbolji plasman na WTA ljestvici joj je 41. mjesto iz svibnja 2004., a isti plasman na ljestvici ostvarila je 15. lipnja 2009. godine. Od 2002. godine Schaul se bavi profesionalnim tenisom. S četiri godine počela se baviti tenisom jer je njen otac bio trener kao što je i sada. Živi u Garnichu, gradiću u Luksemburgu. Osvojila je jedan WTA turnir u pojedinačnoj igri pobijedivši u finalu Lindsay Davenport, bivšu tenisačicu i bivši svjetski broj 1. Također ima jedan turnir iz igre parova koji je osvojila s Jelenom Kostanić-Tošić.